# Gianmaria Bruni
Gianmaria Bruni és nascut el 30 de maig de 1981 a Roma, Itàlia. Va córrer a la Fórmula 1.
Fou pilot de Minardi a la Temporada 2004 de Fórmula 1. Va debutar al Gran Premi d'Austràlia i la seva última cursa ha estat el Gran Premi del Brasil del 2004.
És pilot de les GP2 Series a partir del 2005.
Actualment participa en la GP2 Series.

## Palmarès a la Fórmula 1
- Curses disputades : 18
- Millor classificació a un G.P. : 14é
- Punts obtinguts pel campionat de pilots : 0
- Millor classificació al campionat de pilots : 25è